# Luis Fernando Mosquera
Luis Fernando Mosquera (Buenaventura, Valle del Cauca, 17 de agosto de 1986) es un exfutbolista colombiano. Jugaba como mediocampista o delantero.

## Trayectoria

### Santa Fe
Desde el 2007 y hasta mediados de 2009 hizo parte de la nómina del club Santa Fe de Bogotá.

### Medellín
Para el segundo semestre del año es confirmado como nuevo refuerzo del Corporación Deportiva Independiente Medellín. Luego del título obtenido del Torneo Finalización con el club antioqueño, viaja a México para incorporarse al Jaguares de Chiapas., junto a su compañero Jackson Martínez "El Chachachá".
Tras seis meses sin continuidad y luego de sufrir una lesión durante el Torneo Bicentenario, el jugador no es más tenido en cuenta en Jaguares. Por ello, regresa a Colombia, a su pasado club, el Corporación Deportiva Independiente Medellín.
El 11 de febrero marca un doblete en la victoria 4 a 0 sobre el Boyacá Chico además de dar una asistencia para un gol.

### Atlético Nacional
En el primer semestre de 2013, jugando para Atlético Nacional, marcó en el estadio El Campín de Bogotá el gol definitivo en la final ante Independiente Santa Fe, su antiguo equipo, dándole el campeonato a Nacional.

### Deportivo Cali
Para el segundo semestre pasara al Deportivo Cali, donde en un entrenamiento, el jugador se lesión el Tendón de aquiles y estará fuera de la cancha todo el segundo semestre.

### Real Cartagena
El 10 de febrero es confirmado como nuevo refuerzo del Real Cartagena de la Primera B 2016.

## Selección nacional

### Goles internacionales
| # | Fecha     | Lugar                   | Rival     | Gol | Resultado | Competición |
| - | --------- | ----------------------- | --------- | --- | --------- | ----------- |
| 1 | 30-4-2008 | Alfonso López, Colombia | Venezuela | 5-2 | 5-2       | Amistoso    |

## Clubes
| Club                   | País                | Año                 | Partidos | Goles |
| ---------------------- | ------------------- | ------------------- | -------- | ----- |
| Huracán Buceo          | Uruguay             | 2004                | 11       | 0     |
| Deportes Quindío       | Colombia            | 2005                | 25       | 8     |
| Cortuluá               | Colombia            | 2006                | 7        | 1     |
| Centauros              | Colombia            | 2006 - 2007         | 37       | 10    |
| Santa Fe               | Colombia            | 2008 - 2009         | 36       | 11    |
| Independiente Medellín | Colombia            | 2009                | 22       | 8     |
| Jaguares de Chiapas    | México              | 2010                | 6        | 0     |
| Independiente Medellín | Colombia            | 2010 - 2011         | 45       | 19    |
| Atlético Nacional      | Colombia            | 2012 - 2013         | 55       | 19    |
| Deportivo Cali         | Colombia            | 2014 - 2015         | 20       | 1     |
| Real Cartagena         | Colombia            | 2016                | 18       | 2     |
| Universitario Popayán  | Colombia            | 2017 - 2018         | 32       | 7     |
| Alianza Petrolera      | Colombia            | 2019                | 4        | 0     |
| Boca Juniors de Cali   | Colombia            | 2020                | 12       | 1     |
| Total en su carrera    | Total en su carrera | Total en su carrera | 330      | 87    |

## Palmarés

### Campeonatos nacionales
| Título                | Equipo                 | País     | Año  |
| --------------------- | ---------------------- | -------- | ---- |
| Torneo Finalización   | Independiente Medellín | Colombia | 2009 |
| Superliga de Colombia | Atlético Nacional      | Colombia | 2012 |
| Copa Colombia         | Atlético Nacional      | Colombia | 2012 |
| Torneo Apertura       | Atlético Nacional      | Colombia | 2013 |
| Superliga de Colombia | Deportivo Cali         | Colombia | 2014 |
| Torneo Apertura       | Deportivo Cali         | Colombia | 2015 |